# Algemeen laagspanningsbord

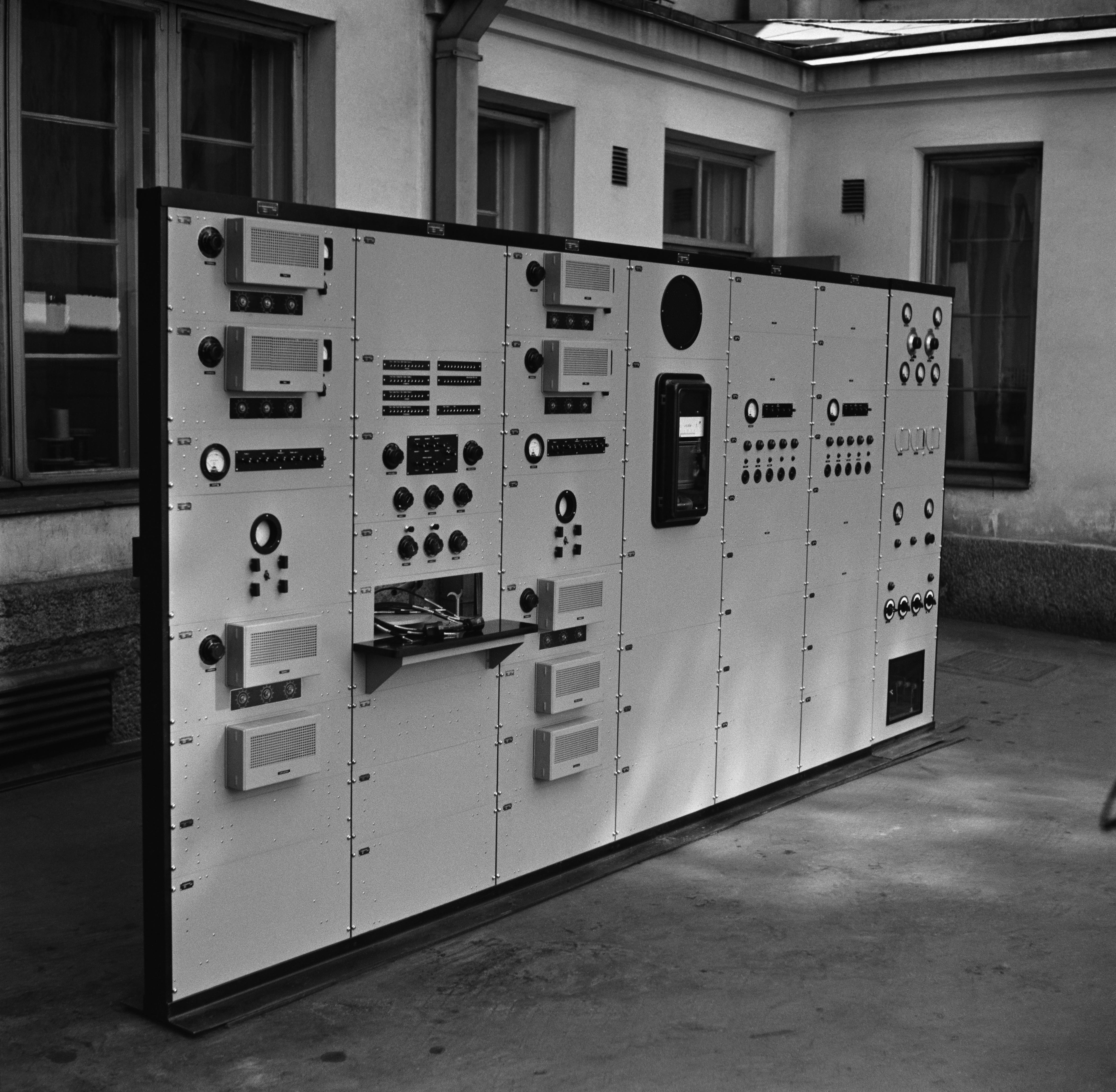
ALSB voor Turks zendstation ca. 1939

Een algemeen laagspanningsbord, gewoonlijk afgekort tot ALSB, is een schakelbord dat de stroomtoevoer vanuit het net verbindt met de distributie van stroom binnenin een gebouw. Zo'n bord wordt vaak gebruikt in grote industriële elektrische installaties, waar het een essentieel onderdeel vormt van een overzichtelijke laagspanningsinstallatie.
Veel industriële laagspanningsinstallaties zijn opgedeeld in ruimtelijke zones, bijvoorbeeld hangar, montagehal en kantoorruimte. Voor elke zone wordt een apart laagspanningsbord (LSB) geïnstalleerd. Verbruikers, zoals elektrische motoren, worden aangesloten op dit LSB. Elk LSB is vervolgens verbonden met het centrale ALSB. Het ALSB wordt op zijn beurt gevoed door een transformator die de toegeleverde hoog- of middenspanning omzet naar laagspanning, geschikt voor het ALSB.
Deze opbouw maakt het eenvoudig om specifieke ruimtes spanningsloos te maken, bijvoorbeeld voor onderhoudswerk. Bovendien geeft de indeling in aparte stromen en vermogens per LSB de mogelijk om het ALSB en de bijbehorende transformator nauwkeurig te dimensioneren bij het ontwerp van een nieuwe laagspanningsinstallatie.
De stroomafwaartse stroomsterktes voor de laagspanningsborden en de stroomopwaartse stroom voor de transformator bepalen de keuze voor de bekabeling en de beveiligingsapparatuur.